# 維帕斯涅 (別爾哥羅德-德涅斯特羅夫斯基區)
46°11′14″N 30°15′33″E / 46.18722°N 30.25917°E
維帕斯內（烏克蘭語：Випасне）是位於烏克蘭西南部的村莊，由敖德萨州裡比爾霍羅德-德涅斯特羅夫斯基區的莫洛哈市鎮負責管轄。該村面積12.23平方公里，2001年人口7,675，人口密度每平方公里627.56人。